# Định Cư
Định Cư là một xã thuộc huyện Lạc Sơn, tỉnh Hòa Bình, Việt Nam.
Xã Định Cư có diện tích 11,28 km², dân số năm 1999 là 4162 người, mật độ dân số đạt 369 người/km².